# Науменко Олег Сергійович
Олег Сергійович Науменко(нар. 5 квітня 1986, Голубівка, Луганська область) — майстер спорту України міжнародного класу, фехтувальник на візках, багаторазовий чемпіон України, бронзовий призер XV Паралімпійських ігор у Ріо-де-Жанейро.

## Біографія
Народився 5 квітня 1986 року в м. Голубівка Луганської області. Закінчив загальноосвітню школу № 2. Вищу освіту здобув у Бердянському університеті менеджменту та бізнесу. 2006 року отримав травму хребта. У 2012 році переїхав до Миколаєва, аби професійно займатися фехтуванням. З 2014 року здобуває другу вищу освіту: навчається на спеціальності «Спорт» у Чорноморському національному університеті ім. Петра Могили.
Товаришує з партнером по паралімпійській збірній Андрієм Комаром Батьки Андрія Комара і Сергія Шенкевича були друзями, тому і діти дружили з дитинства. Так склалася доля, що в інвалідному візку вони опипнилися майже одночасно. Хлопці практично завжди разом. У готелі завжди в одному номері.

## Спортивна кар'єра
2009—2012 — член національної збірної України з баскетболу на візках.
Із 2014 року займається у секції фехтування Миколаївського регіонального центру «Інваспорт». Тренери: Геннадій Яновський, Олександр Дорошин.
Член Паралімпійської збірної України з фехтування на візках.
2016 — учасник XV Паралімпійських ігор.

## Спортивні досягнення
Чемпіон України з фехтування на візках (клас B) (2014—2017).
2015 — бронзовий призер етапу Кубку світу з фехтування на візках у м. Піза, Італія.
2016 — бронзовий призер XV Паралімпійських ігор.
2016 — І місце (шпага) та II місце (рапіра) на Кубку України (м. Київ).

## Відзнаки та нагороди
Орден «За заслуги» III ст. (4 жовтня 2016) — за досягнення високих спортивних результатів на XV літніх Паралімпійських іграх 2016 року в місті Ріо-де-Жанейро (Федеративна Республіка Бразилія), виявлені мужність, самовідданість та волю до перемоги, утвердження міжнародного авторитету України